# توني ريتشاردسون
توني ريتشاردسون (بالإنجليزية: Tony Richardson)‏ (و. 1928 – 1991 م) هو مخرج سينمائي، وكاتب سيناريو، ومنتج أفلام، وممثل، من المملكة المتحدة، توفي في لوس أنجلوس، عن عمر يناهز 63 عاماً بسبب إيدز.

## التعليم
تعلم في كلية وادهام (أكسفورد).

## جوائز وترشيحات
حصل على جوائز منها:
- جائزة نقابة المخرجين الأمريكيين
- جائزة الأوسكار لأفضل مخرج، عن عمل: توم جونز
- جائزة الأوسكار لأفضل فيلم، عن عمل: توم جونز.

ترشح لـ:
- جائزة الأوسكار لأفضل مخرج، عن عمل: توم جونز
- جائزة الأوسكار لأفضل فيلم، عن عمل: توم جونز.

## وصلات خارجية
- توني ريتشاردسون على موقع IMDb (الإنجليزية)
- توني ريتشاردسون على موقع الموسوعة البريطانية (الإنجليزية)
- توني ريتشاردسون على موقع روتن توميتوز (الإنجليزية)
- توني ريتشاردسون على موقع مونزينجر (الألمانية)
- توني ريتشاردسون على موقع ألو سيني (الفرنسية)
- توني ريتشاردسون على موقع تيرنر كلاسيك موفيز (الإنجليزية)
- توني ريتشاردسون على موقع أول موفي (الإنجليزية)
- توني ريتشاردسون على موقع قاعدة بيانات برودواي على الإنترنت (الإنجليزية)
- توني ريتشاردسون على موقع قاعدة بيانات الأفلام السويدية (السويدية)
- توني ريتشاردسون على موقع إن إن دي بي (الإنجليزية)